# The Silver Tassie
The Silver Tassie (título original en inglés; en español, La copa de plata) es una ópera en cuatro actos con música de Mark-Anthony Turnage y libreto en inglés de Amanda Holden, basada en la obra de teatro homónima de Seán O'Casey 1927/28. 

## Historia
The Silver Tassie fue un encargo de la Ópera Nacional Inglesa (ENO) mientras Turnage era su compositor asociado y se benefició de trabajar en el estudio ENO. La ópera fue compuesta entre 1997 y 1999. The Silver Tassie se estrenó el 16 de febrero de 2000 por ENO en el London Coliseum. En las estadísticas de Operabase no aparece entre las óperas representadas en el período 2005-2010.

## Personajes
| Personaje | Tesitura                                                                | Reparto del estreno, 16 de febrero de 2000 Director: Paul Daniel        |
| --- | ----------------------------------------------------------------------- | ----------------------------------------------------------------------- |
| Harry Heegan (23) | barítono heroico                                                        | Gerald Finley                                                           |
| Susie (22), la vecinita de al lado | soprano                                                                 | Sarah Connolly                                                          |
| Mrs Foran (29), una vecina | soprano dramática                                                       | Vivian Tierney                                                          |
| Teddy (31), su esposo | barítono                                                                | David Kempster                                                          |
| Barney (23), el mejor amigo de Harry | bajo-barítono                                                           | Leslie John Flanagan                                                    |
| Jessie Tate (22), novia de Harry | soprano alta                                                            | Mary Hegarty                                                            |
| Mrs Heegan (66), madre de Harry | mezzosoprano                                                            | Anne Howells                                                            |
| Sylvester (65), padre de Harry | tenor                                                                   | John Graham-Hall                                                        |
| Dr Maxwell (30) | tenor                                                                   | Mark Le Brocq                                                           |
| The croucher | bajo profundo (puede estar fuera del escenario)                         | Gwynne Howell                                                           |
| Oficial del estado mayor | tenor                                                                   | Bradley Daley                                                           |
| Cabo | barítono                                                                | Jozik Koc                                                               |
| Camilleros | coro de niños (tiples)                                                  | coro de niños (tiples)                                                  |
| Soldados voluntarios | Coro de hombres I (tenores, bajos), coro de hombres II (tenores, bajos) | Coro de hombres I (tenores, bajos), coro de hombres II (tenores, bajos) |
| Heridos en camillas (Acto II), pacientes masculinos en camas de hospital (Acto III), bailarines; soldados de permiso y sus novias; lugareños (Acto IV) (papel mudo) |                                                                         |                                                                         |